# U-268
Unterseeboot 268 foi um submarino alemão do Tipo VIIC, pertencente a Kriegsmarine que atuou durante a Segunda Guerra Mundial.

## Comandantes
| Comandante            | Data                                          |
| --------------------- | --------------------------------------------- |
| Oblt. Ernst Heydemann | 29 de julho de 1942 - 19 de fevereiro de 1943 |

## Subordinação
Durante o seu tempo de serviço, esteve subordinado às seguintes flotilhas:
| Período                                          | Flotilha                                  |
| ------------------------------------------------ | ----------------------------------------- |
| 29 de julho de 1942 - 31 de janeiro de 1943      | 8. Unterseebootsflottille (treinamento)   |
| 1 de fevereiro de 1943 - 19 de fevereiro de 1943 | 1. Unterseebootsflottille (serviço ativo) |

## Operações conjuntas de ataque
O U-268 participou das seguinte operações de ataque combinado durante a sua carreira:
- Rudeltaktik Habicht (10 de janeiro de 1943 - 15 de janeiro de 1943)
- Rudeltaktik Falke (15 de janeiro de 1943 - 19 de janeiro de 1943)
- Rudeltaktik Haudegen (19 de janeiro de 1943 - 2 de fevereiro de 1943)
- Rudeltaktik Nordsturm (2 de fevereiro de 1943 - 9 de fevereiro de 1943)
- Rudeltaktik Haudegen (9 de fevereiro de 1943 - 10 de fevereiro de 1943)